# 第2次スタンホープ＝サンダーランド内閣
第2次スタンホープ＝サンダーランド内閣（英語: Second Stanhope–Sunderland ministry）は、グレートブリテン王国の内閣。1718年から1721年まで在任。

## 概要
前政権で第一大蔵卿を務めていたスタンホープ子爵が北部担当国務大臣に、北部担当国務大臣を務めていたサンダーランド伯爵が第一大蔵卿に就任することで成立したホイッグ党政権である。1718年3月21日から1721年4月4日まで続いた。

## 閣僚
| 役職             | 肖像 | 名前                           | 在任            |
| ---------------- | ---- | ------------------------------ | --------------- |
| 第一大蔵卿       |      | サンダーランド伯爵             | 1718年 - 1721年 |
| 北部担当国務大臣 |      | スタンホープ子爵               | 1718年 - 1721年 |
| 大法官           |      | マクルズフィールド伯爵         | 1718年 - 1721年 |
| 枢密院議長       |      | サンダーランド伯爵             | 1718年 - 1719年 |
| 枢密院議長       |      | キングストン＝アポン＝ハル公爵 | 1719年 - 1720年 |
| 枢密院議長       |      | タウンゼンド子爵               | 1720年 - 1721年 |
| 王璽尚書         |      | キングストン＝アポン＝ハル公爵 | 1718年 - 1719年 |
| 王璽尚書         |      | ケント公爵                     | 1719年 - 1720年 |
| 王璽尚書         |      | キングストン＝アポン＝ハル公爵 | 1720年 - 1721年 |
| 南部担当国務大臣 |      | ジェームズ・クラッグス         | 1718年 - 1721年 |
| 南部担当国務大臣 |      | カートレット男爵               | 1721年          |
| 海軍卿           |      | バークリー伯爵                 | 1718年 - 1721年 |
| 財務大臣         |      | ジョン・エイズラビー           | 1718年 - 1721年 |
| 兵站部総監       |      | マールバラ公爵                 | 1718年 - 1721年 |
| 陸軍支払長官     |      | リンカーン伯爵                 | 1718年 - 1720年 |
| 陸軍支払長官     |      | ロバート・ウォルポール         | 1720年 - 1721年 |
| アイルランド総督 |      | ボルトン公爵                   | 1718年 - 1720年 |
| アイルランド総督 |      | グラフトン公爵                 | 1720年 - 1721年 |
| 王室家政長官     |      | アーガイル公爵                 | 1718年 - 1721年 |
| 宮内長官         |      | ニューカッスル公爵             | 1718年 - 1721年 |

| 先代 第1次スタンホープ＝サンダーランド内閣 | グレートブリテン王国の内閣 1718年 - 1721年 | 次代 ウォルポール＝タウンゼンド内閣 |